# 科內爾 (密歇根州)
科內爾（英語：Cornell）是位於美國密歇根州德爾塔縣的一個非建制地區。

## 地理
科內爾所處的海拔為高於海平面251米（即823英呎），而該地所採用的時區為UTC-5，即北美东部時區（EST）。同時該地設有夏令時間，為UTC-5調快一小時，即UTC-4（EDT）。